# Scrooge
Scrooge (Brasil: O Adorável Avarento / Portugal: Muito Obrigado, Sr. Scrooge) é um filme britânico de 1970, do gênero drama musical, dirigido por Ronald Neame e estrelado por Albert Finney e Edith Evans.